# Heinrich von Stade

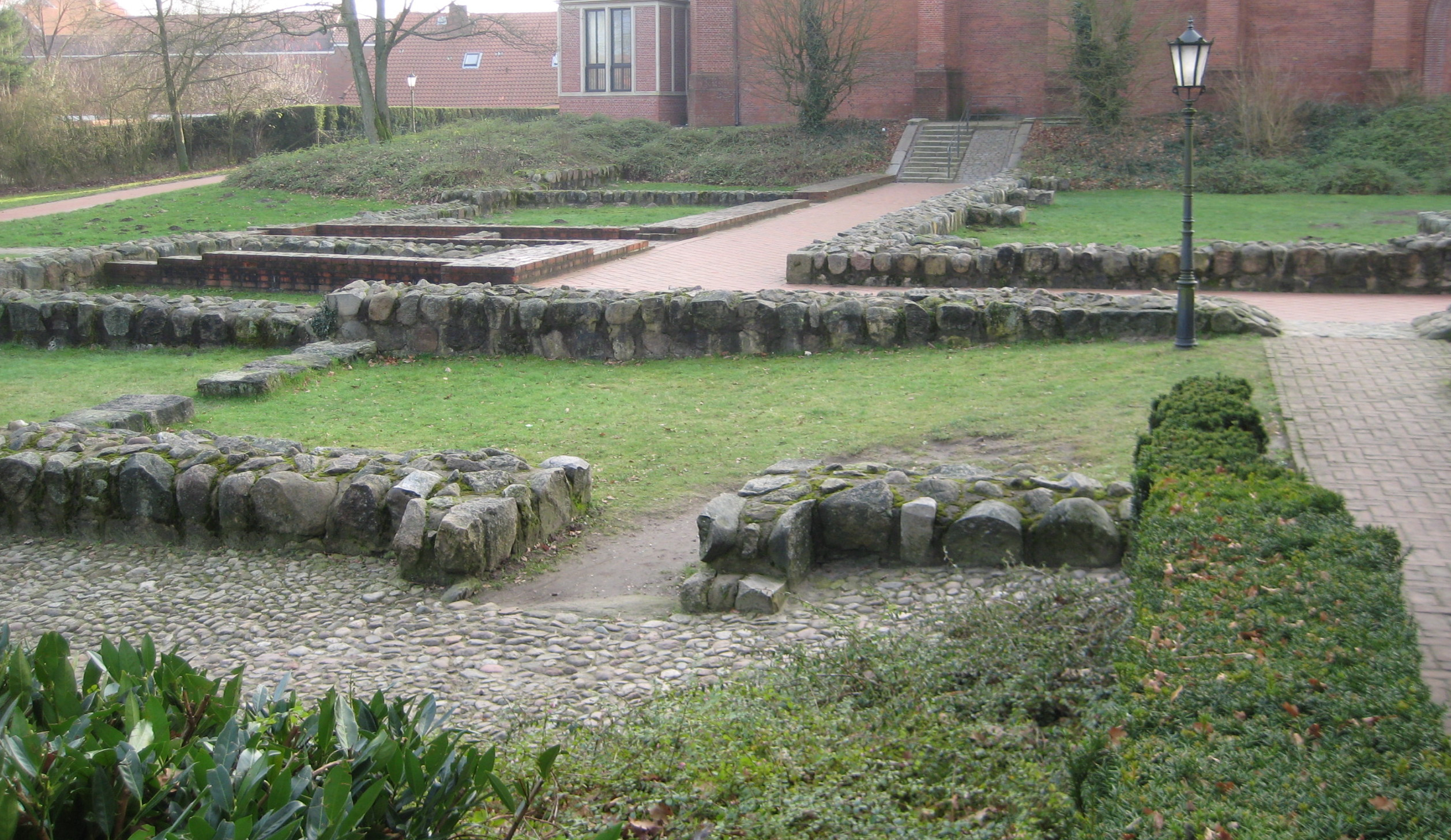
Fundamente des späteren Klosters an der Stelle der von Heinrich um 969 errichteten Burg Harsefeld

Heinrich von Stade, auch Heinrich I. von Stade oder der Kahle, († am 9. oder 10. Mai 975 oder 976) aus dem Geschlecht der Udonen war Graf an der Unterelbe.
Heinrich kam wahrscheinlich bald nach 944 aus dem östlichen Harzvorland auf Verlangen seines Verwandten Kaiser Ottos I. in den königsfernen Norden Sachsens, um an der Unterelbe ein Gegengewicht zu dem immer mächtiger werdenden Hermann Billung zu bilden. Heinrich nahm seinen Sitz in Harsefeld. Der geläufige Titel eines Grafen von Stade stammt erst aus dem 12. Jahrhundert.
Die Mediävistik erschöpft sich in der Darstellung Heinrichs als Begründer des Adelsgeschlechtes der Udonen und Widersacher Hermann Billungs. Die Dissertation Richard Huckes aus dem Jahr 1956 markiert bis heute den Forschungsstand.

## Leben

### Herkunft und Familie
Heinrich war der Sohn eines im Jahr 929 in der Schlacht bei Lenzen gefallenen Grafen Liuthar und der Schwanhild. Er hatte mit Siegfried, Gerburg und dem Corveyer Abt Thietmar wahrscheinlich drei Geschwister. Seiner Ehe mit der Konradinerin Judith entstammten die Kinder Heinrich († 2. Oktober 1016), Lothar-Udo († 23. Juni 994), Siegfried († 6. Januar 1037), Gerburg, Hathui († 1013) und Kunigunde († 13. Juli 997). Bei Kunigunde handelt es sich um die Mutter Thietmars von Merseburg. Nach Judiths Tod am 26. Oktober 973 heiratete Heinrich Hildegard und hatte mit ihr eine gleichnamige Tochter, die spätere Ehefrau des Billungerherzogs Bernhard I.
Nach einer Bemerkung seines Enkels Thietmar von Merseburg war Heinrich ein Blutsverwandter (consanguineus) Kaiser Ottos I. Eine nähere Bestimmung des Verwandtschaftsgrades ist nicht möglich. Übereinstimmungen im Namensgut der Liudolfinger und der Udonen deuten jedoch auf eine große Nähe hin. So hieß Ottos I. Vater ebenfalls Heinrich. Dessen Tochter wiederum trug den Namen Gerberga und der Name seiner Mutter lautete Hathui. Heinrichs Tochter Hathui wiederum war das Patenkind Ottos I., auf dessen Betreiben sie 973 zur Äbtissin des Klosters Heeslingen ernannt wurde. Möglicherweise war Heinrichs Mutter Schwanhild die Tochter König Heinrichs I. aus dessen erster Ehe mit Hatheburg von Merseburg.
Heinrichs Vorfahren stammten damit trotz des Namenszusatzes „von Stade“ sehr wahrscheinlich nicht von dort. Die Nähe zu den Liudolfingern lässt stattdessen eine Herkunft aus Ostsachsen vermuten. Allerdings verfügten die Udonen neben Besitz im Magdeburger Raum auch über Güter am Mittelrhein. Der Namenszusatz „von Stade“ erscheint erstmals in der ersten Hälfte des 12. Jahrhunderts im Annalista Saxo und dürfte darauf zurückzuführen sein, dass Heinrichs Nachfahren Anfang des 11. Jahrhunderts ihren Sitz dorthin verlegten. Der ebenfalls im Annalista Saxo anzutreffende Namenszusatz „der Kahle“ (calvus) deutet auf einen zeitlich nicht näher einzugrenzenden Aufenthalt in einem Kloster hin. Heinrich nahm seinen Sitz ungefähr 20 km südlich der heutigen Hansestadt Stade in Harsefeld, wo er im Jahr 969 eine Burg errichtete.

### Graf im Norden
Heinrich wird in einer von Otto I. am 2. Juli 959 in Magdeburg ausgestellten Urkunde als Graf bezeichnet, der neben Grafenrechten an der Unterelbe eine Legation ausübte. Für Ernst Schubert beweist diese Bezeichnung eine vorangegangene Entsendung Heinrichs an die Unterelbe, mit der König Otto I. ein Gegengewicht zu dem übermächtigen Hermann Billung habe schaffen wollen. Der Norden Sachsens war insgesamt ein königsfernes Gebiet. Otto I. hat es während seiner gesamten Herrschaft nie betreten. Die Macht lag in den Händen einheimischer Adelsverbände. Mit dem Grafen Wichmann starb 944 das Oberhaupt der mit Abstand einflussreichsten und vornehmsten Verwandtengruppe des nördlichen Sachsens. Otto I. hatte diesen Adelsverband 936 gespalten, indem er Wichmanns jüngeren Bruder Hermann Billung mit hohen königlichen Ehren bedachte. Mit Wichmanns Tod drohte der riesige Besitz und die politische Bedeutung der Verwandtengruppe sich nun in der Hand Hermann Billungs zu vereinen. Heinrich sollte deshalb für den König das Erbe von Wichmanns minderjährigen Söhnen Bruno, Wichmann II. und Ekbert vom Ambergau verwalten. Otto I. fühlte sich als nächster männlicher Verwandter hierzu vorrangig berufen. Wichmann war mit einer Schwester der Königin Mathilde verheiratet gewesen, die Wichmannsöhne also Ottos Cousins. Da Vaterschaft noch nicht nachweisbar war, galten im Mittelalter die Brüder der Mutter, in Ermangelung dieser die Ehemänner der Schwester und deren Abkömmlinge als nächste männliche Verwandte. Mit Heinrich scheint sich dessen ganzer Familienverband im Gebiet um Harsefeld niedergelassen zu haben. Widukind von Corvey berichtet im Zusammenhang mit den Auseinandersetzungen zwischen Hermann Billung und seinen Neffen Wichmann II. und Ekbert im Frühjahr 955, Heinrich und sein Bruder Siegfried hätten sich in den Kämpfen um die Einnahme der Burg Suethleiscranne besonders hervorgetan. Durch die Art ihrer Erwähnung bei Widukind wird deutlich, dass Heinrich und seine Gefolgschaft nicht auf Befehl Hermann Billungs an dem Feldzug teilnahmen, sondern unabhängig und aus eigenem Recht vorgingen. So stellte sich Heinrichs Bruder Siegfried offen gegen die Entscheidung Hermann Billungs, die Burg Cocarescemier aufzugeben.
Nach Wichmanns II. Tod 967 könnte ein Teil von dessen Besitzungen Heinrich zugefallen sein, ohne dass eine solche Übertragung überliefert wäre. Belegt ist allerdings die Errichtung einer Burg im Jahr 969 durch Heinrich in Harsefeld. Demnach befand sich spätestens ab diesem Zeitpunkt der Mittelpunkt von Heinrichs Herrschaft im Unterelberaum. Dort beteiligte er sich im Herbst 974 an der Seite Kaiser Ottos II. und des Billungerherzogs Bernhard I. an einem Feldzug gegen den dänischen Herrscher Harald Blauzahn, der im Sommer in Nordalbingien eingefallen und das Land mit Feuer und Schwert verwüstet hatte.

### Vertrauter des Königs
Während des zweiten Italienaufenthalts Kaiser Ottos I. 966–973 vertrat Heinrich die Position Ottos I., als sich der immer eigenwilliger handelnde königliche Stellvertreter Hermann Billung auf einer Stammesversammlung in Magdeburg im März 972 wie ein König aufführte. Hermann ließ sich dort von seinem Verwandten, dem Magdeburger Erzbischof Adalbert, in einer Prozession unter Glockengeläut in die hell erleuchtete Kirche führen und nahm nach dem Gottesdienst vor den Augen der anwesenden geistlichen und weltlichen Großen an der Tafel demonstrativ den Platz des Kaisers ein. Anschließend übernachtete er sogar in dessen Haus, wo er im Bett des Kaisers schlief. Heinrich zeigte sich empört über diese Anmaßung des königlichen Zeremoniells, worauf Hermann versuchte ihn gefangen zu nehmen. Die Verhaftung scheiterte jedoch daran, dass Heinrich sich mit einer großen Zahl von bewaffneten Gefolgsleuten umgeben hatte und Hermann keine blutige Auseinandersetzung unter den sächsischen Großen riskieren wollte. Stattdessen soll Hermann Heinrich den Befehl erteilt haben, nach Rom zum Kaiser zu ziehen und ihm von den Vorfällen zu berichten. Heinrich befolgte diesen Befehl, zog über die Alpen, warf sich in Rom vor dem Kaiser auf den Boden und bat diesen um Vergebung. Der ahnungslose Kaiser hob ihn auf und befragte ihn erstaunt, wofür er um Vergebung bitte. Heinrich berichtete dem Kaiser daraufhin von der Usurpation des königlichen Zeremoniells. Daraufhin bestrafte der Kaiser nicht etwa Hermann Billung, sondern den Magdeburger Erzbischof Adalbert.
Heinrich verstarb vermutlich 975 oder 976. Das Nekrolog der Kirche St. Michael in Lüneburg verzeichnet das Todesdatum eines Grafen Heinrich für den 9. Mai, das Totenbuch von Merseburg für den 10. Mai. Der Annalista Saxo berichtet zum Jahr 969, Heinrich und seine Gemahlin seien im Kloster Heeslingen bestattet worden.